# Дан Ћирила и Методија
Дан Ћирила и Методија или Дан словенске књижевности и културе је 24. маја, који је од 2019. године проглашен националним празником Србије.
Овај празник се свечано слави у једном или другом облику или другог дана у години у свим славенским земљама, осим Пољске и Словеније. Од 1957. године у Бугарској је службени празник.
У Хрватској постоји од 2019. године – Дан хрватске глагољице и глагољаштва.
Од 1990. године, после промена у средњој и источној Европи, папа је традиционално 24. маја примио службену делегацију из Бугарске у знак захвалности Курији за дело Ћирила и Методија и остале Петочисленице.